# Jen Vaughn
Jen Vaughn, née en 1983 dans l'Oklahoma, est une auteure américaine de bande dessinée, éditrice et productrice.

## Biographie
Vaughn est titulaire d'un diplôme de Master en Beaux-Arts (Master's degree in Fine Arts, M.F.A.) obtenu en 2010 au Center for Cartoon Studies (en). Elle vit à Washington, où elle partage un studio avec Moritat (en), Brian Thies (en) et Stefano Guarino.
Elle est surtout connue pour ses travaux sur Adventure Time: 2013 Spoooktacular, Adventure Time: Sugary Shorts et Cartozia Tales.

## Œuvre

### Comic books
- Adventure Time: 2013 Spoooktacular - scénario et dessin
- Adventure Time Sugary Shorts - scénario et dessin
- Cartozia Tales - scénario et dessin
- Princeless - scénario et dessin
- Defend Comics - scénario et dessin
- Avery Fatbottom: Renaissance Fair Detective - scénario et dessin
- Effigy (en) - artist (Vertigo comics, 2015)

### Film
- Center for Cartoon Studies (en) (2012)